# Degeeriopsis
Degeeriopsis är ett släkte av tvåvingar. Degeeriopsis ingår i familjen parasitflugor.
Kladogram enligt Catalogue of Life:
| Degeeriopsis | \| \| Degeeriopsis apocola \| \| \| \| \| \| Degeeriopsis xanthogastra \| \| \| \| |
|              | \| \| Degeeriopsis apocola \| \| \| \| \| \| Degeeriopsis xanthogastra \| \| \| \| |
|              | Degeeriopsis apocola                                                               |
|              |                                                                                    |
|              | Degeeriopsis xanthogastra                                                          |
|              |                                                                                    |